# 下保斯特夫納
下保斯特夫納是捷克的城鎮，位於該國北部，由烏斯季州負責管轄，始建於1280年代，面積11.07平方公里，海拔高度298米，2003年人口達到1,941，人口密度為每平方公里175人。

## 外部連結
- Municipal website（页面存档备份，存于）